# Affinering
Affinering
*1.  är ett sätt att skilja ädelmetaller från andra metaller eller från varandra. 
*2  är en term som användes inom sockerindustrin. Affineringen uppdelar råsockret i tre nya sockerprodukter, nämligen affinerat råsocker, eget råsocker och affinerad efterprodukt.
Affinering 1* utförs oftast för att rena guld, silver, platina och palladium. Detta kan ske med hjälp av ett antal olika tekniker.

## Affineringstekniker

### Svavelsyreseparation
Svavelsyreseparation började utföras i stor skala i Frankrike under 1800-talet för att skilja guld och silver åt. Reningen utförs genom att blandningen i granulerat tillstånd kokas med koncentrerad svavelsyra, vilket löser upp silvret till silversulfat. Efter detta löses silversulfatet med kokande vatten så att guldet återstår.

### Millerprocessen
Millerprocessen är en process som används för att rena guld. I denna process används klorgas, vilket blåses genom guld i flytande tillstånd. Orenheterna i guldet bildar klorgaser eller klorsalter vilka sedan avlägnas. Detta kan ge upp till 99,6% rent guld.

### Wohlwillprocessen
Denna process uppfanns av tysken Emil Wohlwill 1874, den implementerades första gången 1878. För att rena guldet används en katod av rent guld och vattenfri klorguldsyra som elektrolyt, samt en dorétacka som anod. Elektrisk spänning leds sedan genom lösningen och metallerna löses upp vid anoden och rent guld pläteras runt katoden. Det resulterande guldet har en renhet på 99,99%.